# 生理学女性研究者の会
生理学女性研究者の会（せいりがくじょせいけんきゅうしゃのかい、英文名 Women in Physiology of Japan）は、生理学女性研究者相互の交流と研究環境の改善を図り、生理学の進歩発展を目的として1995年に設立された会。会の趣旨に賛同する日本生理学会の女性会員によって構成される。
事務局を金沢大学医薬保健研究域保健学系リハビリテーション科学領域に置いている。

## 活動
- ニュースレターの発行、グループディナー・セミナー等の開催、女性研究者の研究環境改善に関する調査・提言・要望等の作成、日本国内外の女性研究者団体との交流活動など[2]